# ベゴニア
ベゴニア (Begonia) とは、シュウカイドウ科シュウカイドウ属（ベゴニア属、学名 Begonia）に属する植物の総称である。

## 概要
熱帯〜亜熱帯地方の原種を交配し、多くの種や品種がつくられたため、それらの性質は多様である。共通する特徴は、葉の形が左右非対称でややゆがんだ形であること、花は雌雄別であり大抵の種は雄花は4枚、雌花は5枚の花びらをもつことなどである。鑑賞のために栽培されるベゴニアの多くは多年草の草花であるが、球根性のもの、木立性のものもある。また、花を鑑賞するためのものが多いが、観葉植物とするものもある。
ベゴニアの名はフランス人ミシェル・ベゴン(Michel Begon, 1638-1710) の名に由来する。ベゴンはフランス領アンティル諸島の総督（在職1682-1685）であり、プリュミエを当地における植物採集者としてフランス王ルイ14世に推薦した人物だった。
フランスの植物学者シャルル・プリュミエ(Charles Plumier) が1700年に出版された書物の中で6種をベゴニア属として紹介した。

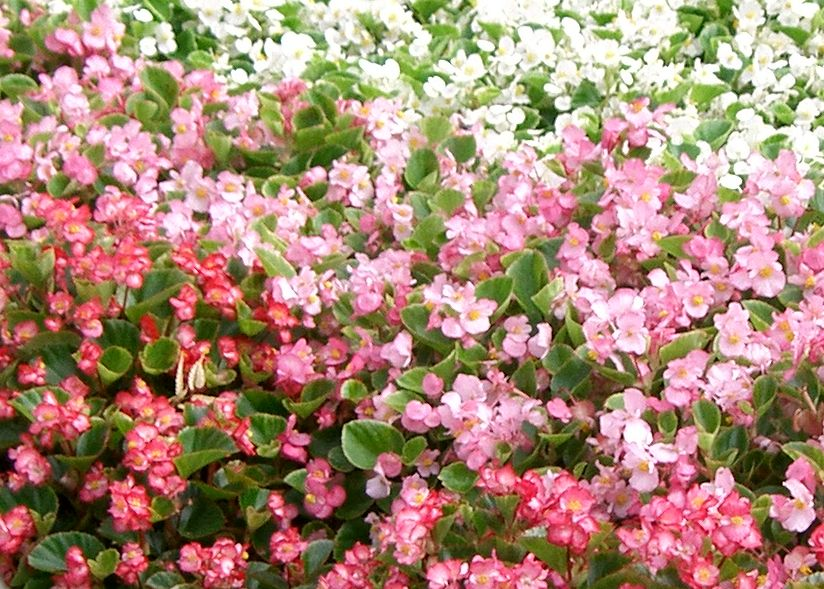

## 主な種、品種
日本で栽培されている種類は多いが、大きく3つの範疇に属するものがある。

### 木立ち性ベゴニア
花壇に植えられる、小さな花を多数つけるもの、センパーフローレンスが代表。生育形態から、叢生型(シュラブ･タイプ)、矢竹型(ケイン･タイプ)、多肉茎型、つる型(トレイリング･タイプ)に分けられる。ちなみにセンパフローレンスは叢生型。
ベゴニア・センパフローレンス（学名 Begonia  Semperflorens（他表記もある））
おそらく日本で一番ありふれたベゴニアである。四季咲きベゴニアとも呼ばれている。公園や学校に植えられている小さいベゴニアは、ほとんどこの種である。多くの品種がある。南米原産の Begonia cucullata に他種を交配して作出された系統だが、球根性の Begonia gracilis も作出に使われたという。これにより、Begonia gracilis の持つ小葉性と直射光への耐性を受け継いだという。

### 根茎性ベゴニア
根茎を形成しながら成長する。
横走根茎性、直立根茎性、半木立性、地下茎性等に分かれる。
葉挿しや水挿しで容易に増殖が可能な種類が多い。
レックスベゴニア
インド〜ベトナム原産のBegonia rexに、他種を交配して作出された品種群。形質は元々のレックスと同じ根茎性のほか、木立性になるものもある。
ベゴニア･ヘルバケア(Begonia herbacea)
ブラジル東南部原産。樹木に着生させた根茎から縦に肉厚な葉を伸ばす。花は白色で根茎の近くに咲く。

### 球根性ベゴニア
Begonia pearcei
1865年頃、リチャード・ピアース（Richard Pearce)が南アメリカで発見し、今日の球根ベゴニアの元になっている。
Begonia socotrana
イエメンのソコトラ島原産。花は桃色。葉は不対称というよりはハスの葉様の円形で、分布も他の原種とは隔絶している、いわば異端的な存在だが、球根ベゴニアとの交配でエラチオールベゴニアを、後述するBegonia dregeiとの交配でクリスマスベゴニアを生み出すなど、交配親として活躍してきた。
Begonia dregei
南部アフリカ原産。花は白色。実際には球根が出来るわけではなく、茎の基部が肥大し、地上部は枯れず成長を続けるので木立ベゴニアに見えるが、球根性に分類されている。葉の形、模様の異なる非常に多くの変種がある。（数種に分ける見解もある）
Begonia sutherlandii
中南部アフリカ原産。花はオレンジ色。シュウカイドウ同様むかごを作る。耐寒性も強く、おそらくは原種ではシュウカイドウに次ぐ。また、手に入れやすい原種という点でもシュウカイドウと並ぶだろう。何かにつけてシュウカイドウとの共通点が多い。白花の原種 Begonia dregei との交配種の"Weltoniensis"は桃色の花を咲かせる。

## シュウカイドウ
ベゴニア属にシュウカイドウ（学名 B. grandis ssp. evansiana）という中国原産の植物がある。これもベゴニア属の一（亜）種であるが、日本に古くからあるためベゴニアとは呼ばれない。日本では本州以南各地の人家周辺の木陰などに半ば自生的に生育している。
他に、日本に自生する種としては、沖縄の八重山諸島にコウトウシュウカイドウ (B. fenicis Merr.) とマルヤマシュウカイドウ (B. laciniata Roxb. var. formosana Hay.) がある。いずれも森林内の谷間周辺に見られ、コウトウシュウカイドウは茎が立って木立状になり、マルヤマシュウカイドウは茎が短く、葉は根出状になる。